# Мора, Никола
Никола Мора (итал. Nicola Mora; 13 июля 1979, Парма) — итальянский футболист, защитник. Генеральный директор клуба «Искья», тренер клуба «Афрагола 2004».

## Клубная карьера
Никола Мора начинал карьеру в родной «Парме», в составе которой дебютировал в Серии А 15 февраля 1998 года в матче против «Удинезе». После этого он два сезона провёл в «Наполи» и сезон в «Торино» в Серии В. В сезоне 2001/02 сыграл 15 игр в составе «Пьяченцы» в Серии А. В июне 2002 года перебрался в «Бари», регулярно появлялся на поле на протяжении двух сезонов, но в 2004 года отправился на правах аренды на год в Серию С1 защищать цвета «Наполи». Затем снова последовали два года в «Бари». В 2007 году подписывает полугодовой контракт с «Пескарой», которая выступает в Серии В, после вылета команды в Серию С1 Мора переходит в «Фоджу» на один сезон. В июне 2008 года он возвращается в Серию В в качестве защитника «Гроссето».

## Личная жизнь
Никола Мора находится в родстве с итальянским форвардом Эмануэле Калайо, жена Николы Фламиния — родная сестра Федерики, которая является супругой Калайо. В сезоне 2000/01 года они оба выступали в составе «Торино».